# Maeda Tekison
Maeda Tekison (japanisch 前田 萩邨; geboren 1895 in Kōbe (Präfektur Hyōgo); gestorben 1947) war ein japanischer Maler im Nihonga-Stil während der Taishō- und Shōwa-Zeit.

## Leben und Werk

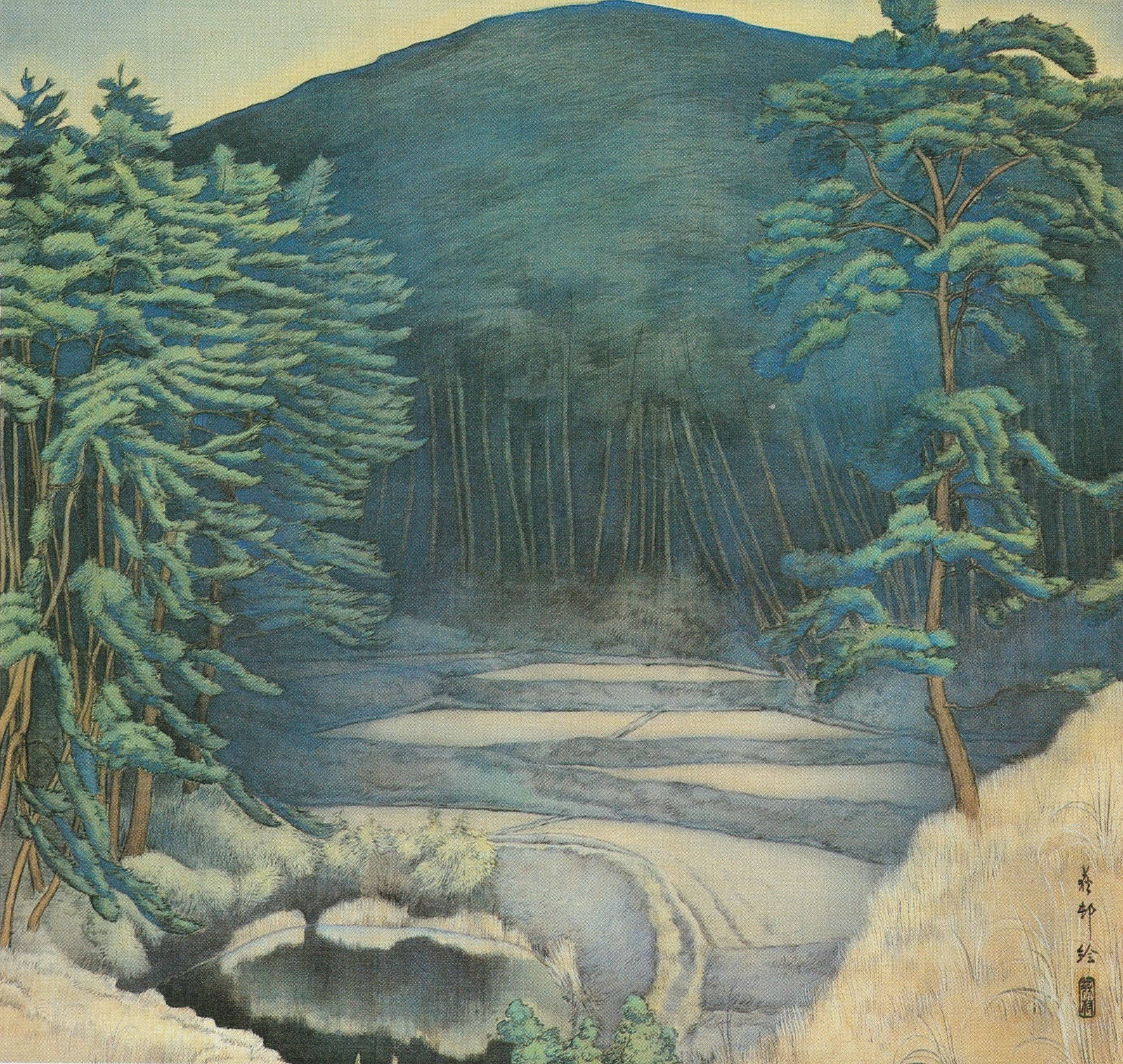
Landschaft, 1919

Maeda Tekison wurde in Kōbe geboren. Sein eigentlicher Vorname war Yasohachi (八十八). 1916 hatte er seinen Abschluss an der „Cchule für Kunst und Kunstgewerbe Kyōto“ (京都市立美術工芸学校, Kyōto shiritsu bijutsu kōgei gakkō) gemacht, studierte dann weiter an der „Fachschule für Malerei Kyōto“ (京都市立絵画専門学校, Kyōto shiritsu kaiga semmon gakkō). Sein Studium unter Nishimura Goun schloss er 1919 ab. Er wurde dann Mitglied der Künstlervereinigung „Shinchōsha“ (晨鳥社). 1920 stellte er zum ersten Mal auf der 2. „Teiten“ ein Bild aus, es hieß „Ziegel herstellende Familie“ (瓦つくる家, Kawara tsukuru ie). Auch danach wurden seine Bilder auf der Teiten und der Nachfolge-Einrichtung „Shin-Bunten“ angenommen, so dass er zu den gefragten Künstlern der Zeit gehörte. 1924 zeigte er auf der 5. Teiten das Bild „Platz der Minatogawa-Zeitung“ (湊川新聞地, Minatogawa Shimbun-chi) und im folgenden Jahr auf der 6. Das Bild „Ansicht des Hafens von Kōbe“ (神戸港之図, Kōbekō no zu). Weitere Bilder folgten.
1927 wurde auf der 9. Teiten sein Bild „Naruto Meeresenge“ (鳴門海峡, Naruto kaikyō) zwar nicht mit dem Sonderpreis ausgezeichnet, hätte aber wegen seiner sorgfältigen Darstellung eine Anerkennung verdient. Die hier abgebildete „Landschaft“ (風景, Fūkei) aus dem Jahr 1919 gibt eine Vorstellung seiner Malweise.
Von 1929 bis zu seinem frühen Tod war Maeda Lehrer an der Fachschule für Kunst und Kunstgewerbe Kyōto.